# Agence de l'innovation industrielle
Pour les articles homonymes, voir AII.
L'Agence de l'innovation industrielle, également connu sous le sigle AII ou A2I, était un établissement public à caractère industriel et commercial créé par décret le 25 août 2005 par le Ministère des finances français. Elle est entrée en fonction en novembre 2005 et a été dissoute le 1er janvier 2008 pour être intégrée à l'Oséo.

## Mission de l'AII
La mission de l'AII, dont la création avait été proposée en 2004 par un rapport de Jean-Louis Beffa, était « [de promouvoir et de soutenir] de grands programmes d'innovation industrielle porté par des grands groupes ». L'AII devait susciter, identifier et sélectionner des programmes mobilisateurs pour l’innovation industrielle (PMII), participer à leur financement et procéder au contrôle et à l'évaluation périodique de ces programmes. Ces grands programmes d'innovation industrielle recouvrent des activités de recherche industrielle et de développement préconcurrentiel, débouchant sur des marchés mondiaux nouveaux à fort potentiel.

## Budget de l'AII et principaux projets
Le budget de l'agence, placée sous la tutelle du ministre de l'Économie, des Finances et de l'Industrie et du ministre délégué à l'Industrie, a été dotée à sa création d'un budget de 2 milliards d'euros dégagés sur les recettes liées à la cession par l'État de participations dans des entreprises. Il devait permettre à l'AII de contribuer au financement de plusieurs dizaines de projets industriels innovants associant grandes entreprises, entreprises intermédiaires, PME et laboratoires de recherche publics. Après deux années, 18 programmes, impliquant souvent des partenaires européens, ont  été approuvés par son Conseil de surveillance. 1,5 milliard d'euros d’aides ont été décidées pour ces grands programmes auxquelles les entreprises apportent également plus de 2 milliards d'euros de financement propre.
- Quaero : 90 millions d'euros d'aide sur cinq ans. Projet de développement d'outils de recherche, d'indexation et de transcription automatique des contenus multimédias, coordonné par Thomson, mettant en œuvre le moteur de recherche Exalead.
- BioHub : 98 millions d'euros d'aide sur six ans. Projet de bio-raffinerie pour produire des plastiques, ou des additifs alimentaires pour animaux, à partir d'amidon issu des végétaux et non plus de pétrole.
- Télévision mobile sans limite : 37 millions d'euros d'aide sur quatre ans. Projet dirigé par Alcatel pour transmettre la télévision sur téléphone portable par satellite et répéteurs terrestres selon une évolution de la norme DVB-H sur une autre fréquence (bande S à 2.2 GHz).
- Homes : 88 millions d'euros d'aides sur cinq ans. Projet, dirigé par Schneider Electric pour construire des bâtiments économes en énergie.
- Neoval : 62 millions d'euros d'aide sur cinq ans. Projet dirigé par Siemens France pour créer le successeur du Val, métro automatique.
- Véhicule hybride diesel : 101 millions d'aide. Projet dirigé par PSA dont le financement n'est pas défini,
- Iseult : initié dans le cadre de la collaboration franco-allemande, pour la mise au point d'un nouvel appareil de résonance magnétique nucléaire à très haut champ qui équipera le centre d'exploration Neurospin,
- NanoSmart : 80 millions d'aide. « Des substrats innovants pour l'opto et la micro-électronique » (société SOITEC)
- ADNA : Avancées diagnostiques pour de nouvelles approches thérapeutiques 103.5 millions d'aides (61.4 de subventions, 42.1 d'avances remboursables en cas de succès)
- MINimage : Microcaméras au cœur des applications du futur (STMicroelectronics), 69.9 millions d'aides dont 46 millions de subventions et le solde en avances remboursables
- MaXSSIMM : de nouvelles perspectives pour les services multimédias sur mobiles grâce à une nouvelle carte SIM, (GEMALTO), 35 millions d'aides.
- OSIRIS : 31 millions d’aide. Conduit par les Etablissements Soufflet, le projet doit créer par de nouveaux procédés biotechnologiques des produits comme des biocarburants de nouvelle génération, des systèmes de bio-protection des grandes cultures et des additifs d’alimentation.
- LOwCO2MOTIONavec 61 millions d’aide,
- G2REC : 15 millions d’aide, pour développer des composants électriques de puissance pour réduire la consommation d’équipements courants en bureautique, audio et vidéo, électroménager, contrôle des moteurs, etc.
- H2E: 68 millions d’euros d’aide, est piloté par Air Liquide pour construire une filière hydrogène énergie là où la pile à combustible répond dès aujourd’hui à un besoin, et ouvrir la voie à des applications de grande diffusion telles que le transport.
- PROJET FUTUROL : 29,9 millions d'euros d'aide pour mettre au point un procédé de production d'éthanol de 2e génération. Ambitieux et créateur d'une filière, ce projet regroupe 11 acteurs leader sur leurs métiers et permet la mise en réseau d'une douzaine de laboratoire, avec la constitution d'une usine-pilote (bioraffinerie de Pomacle-Bazancourt près de Reims), ainsi que d'un prototype. Ce projet a été le dernier dossier validé par le Conseil d'Administration de l'AII.
- BioIntelligence…
- et d'autres programmes maintenus confidentiels pour l'instant.

## La fin de l'AII
L'agence n'aura vécu que 27 mois. Les programmes instruits du temps de l'ex-AII sont désormais suivis au sein d'OSEO, et un nouveau programme (ISI - Innovation Stratégique Industrielle) a été mis en place pour les PME et entreprises de taille intermédiaire, pour aider à la croissance des entreprises et à l'émergence de nouveaux champions européens et mondiaux. Les coûts de recherche et développement des anciens programmes (ex-AII) sont partiellement supportés désormais par OSEO Innovation (50 % ou moins) qui a absorbé l'AII (300 millions d'euros restent dédiés à ces grands programmes).

## Le recentrage vers les entreprises de taille intermédiaire
La fusion de l'ex-AII avec la branche Innovation d'OSEO depuis 2008, symbolise le recentrage de la politique industrielle française vers les PME (de 1 à 250 salariés) et les entreprises de taille intermédiaire ou ETI (entre 250 et 5000 salariés) qui font défaut à la France (comparativement à l'Allemagne) pour la croissance, l'emploi et le développement international, les grands groupes ayant d'autres sources de financement à leur disposition (comme le crédit d'impôt recherche ou des prêts directement attribués par le ministère de l'Industrie).
L'ex-AII au sein d'OSEO, bénéficie d'une structure unifiée, de ressources et compétences complémentaires issues de l'ex-Anvar (OSEO innovation) et de l'ex-BDPME/Sofaris (cofinancement et garantie) à travers un maillage régional au contact des entrepreneurs. OSEO s'adresse désormais à tous les projets innovants portés par des entreprises de taille moyenne ou intermédiaire (moins de 2000 ou 5000 salariés, avec un cœur d'intervention sur les entreprises ayant un effectif entre 50 et 250 salariés).
Le nouveau programme ISI (Innovation Stratégique Industrielle) a été mis en place au sein d'OSEO pour favoriser l'émergence de projets collaboratifs menées par des PME, dans des secteurs stratégiques, avec des perspectives concrètes de commercialisation, au niveau mondial, de nouveaux produits et process à court ou moyen terme. L'objectif est susciter l'émergence des champions européens et mondiaux de demain.
Depuis 2008, 18 autres projets, portés par des PME, pour un total de 273 M€ d’aides ont ainsi été sélectionnés par OSEO. Plus de 40 % des aides financent des projets labellisés par les pôles de compétitivité.